# Tragia mazoensis
Tragia mazoensis är en törelväxtart som beskrevs av Radcl.-sm.. Tragia mazoensis ingår i släktet Tragia och familjen törelväxter.
Artens utbredningsområde är Zimbabwe. Inga underarter finns listade i Catalogue of Life.